# إنتل 8088
إنتل 8088 تنطق «ثمانون ثمانية وثمانون» ويسمى أيضاً (بالإنجليزية: iAPX 88)‏  هو معالج دقيق من تصميم شركة إنتل ويعتبر من فئات المعالج إنتل 8086 تم إصداره في 1 يوليو 1979. المعالج 8088 لديه خط نقل بيانات بعرض 8-بت بدلاً من 16-بت في نظيره 8086 مع الاحتفاظ بالمواصفات الأخرى دون تغيير. واستخدم المعالج 8088 كمعالج رسمي في الحواسيب الشخصية لآي بي إم .

## معرض صور

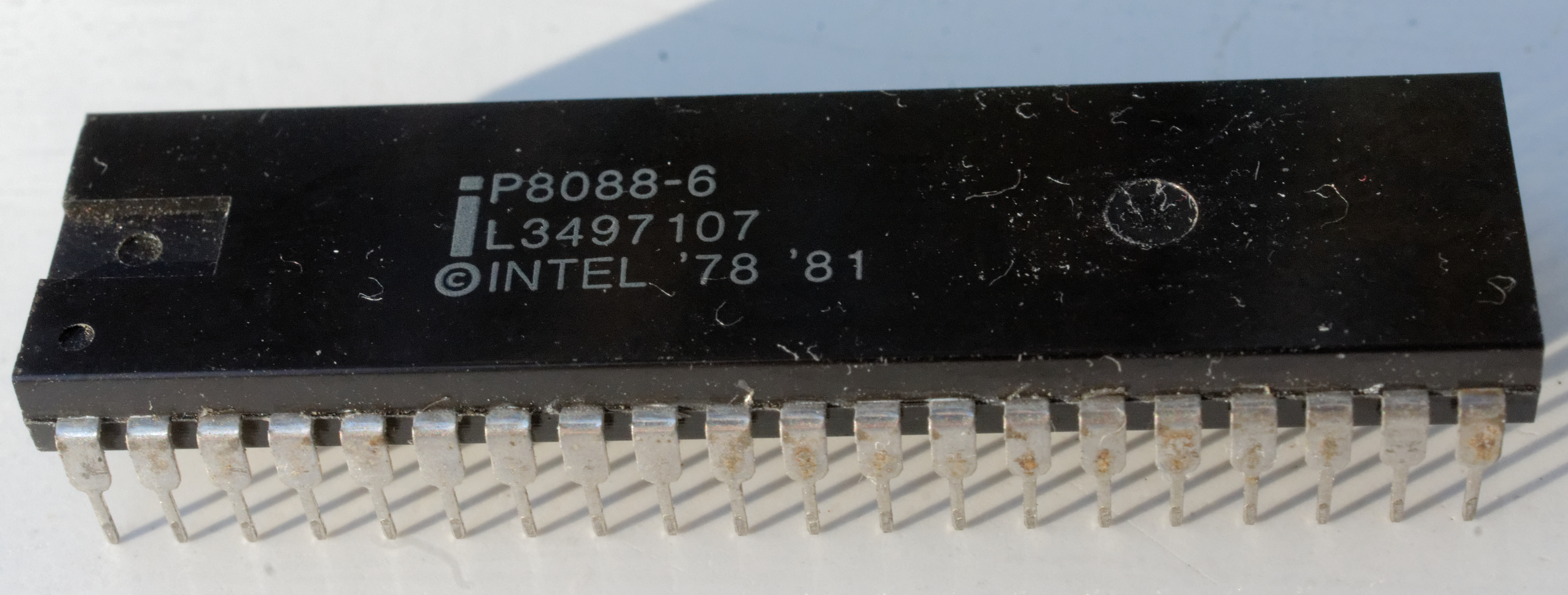
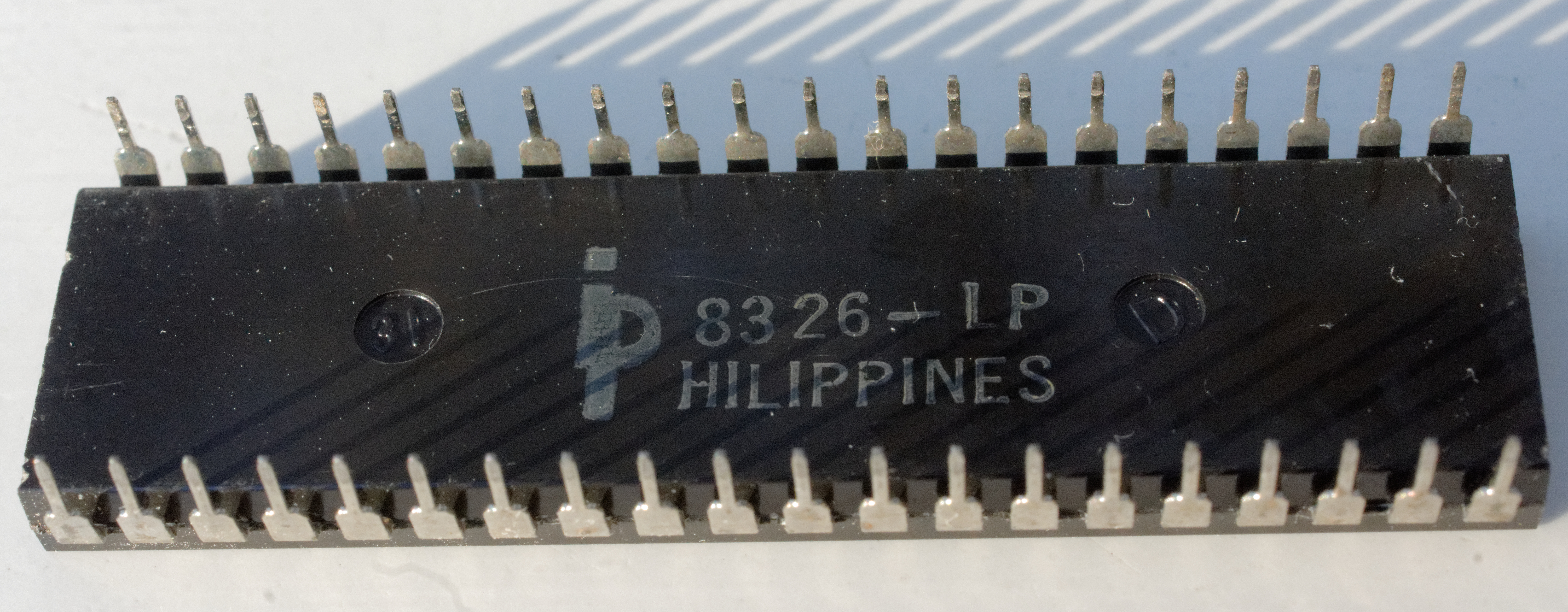
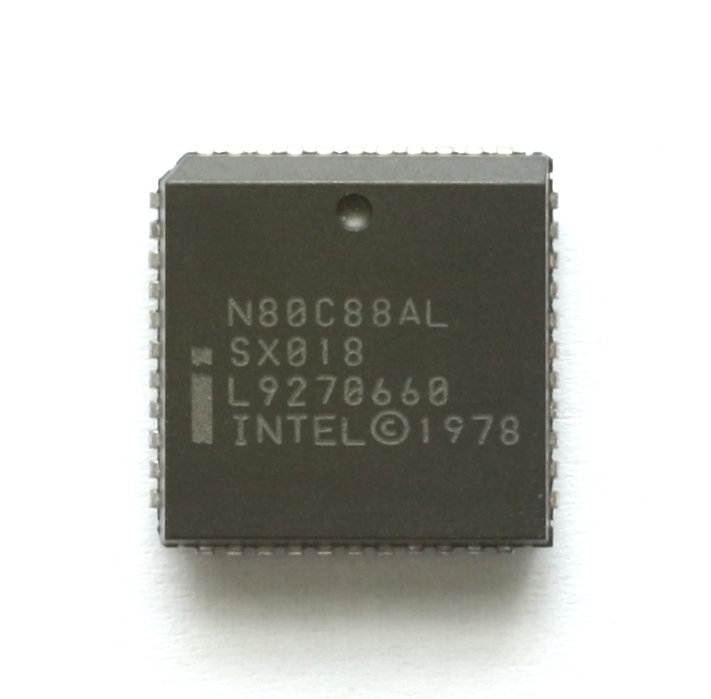
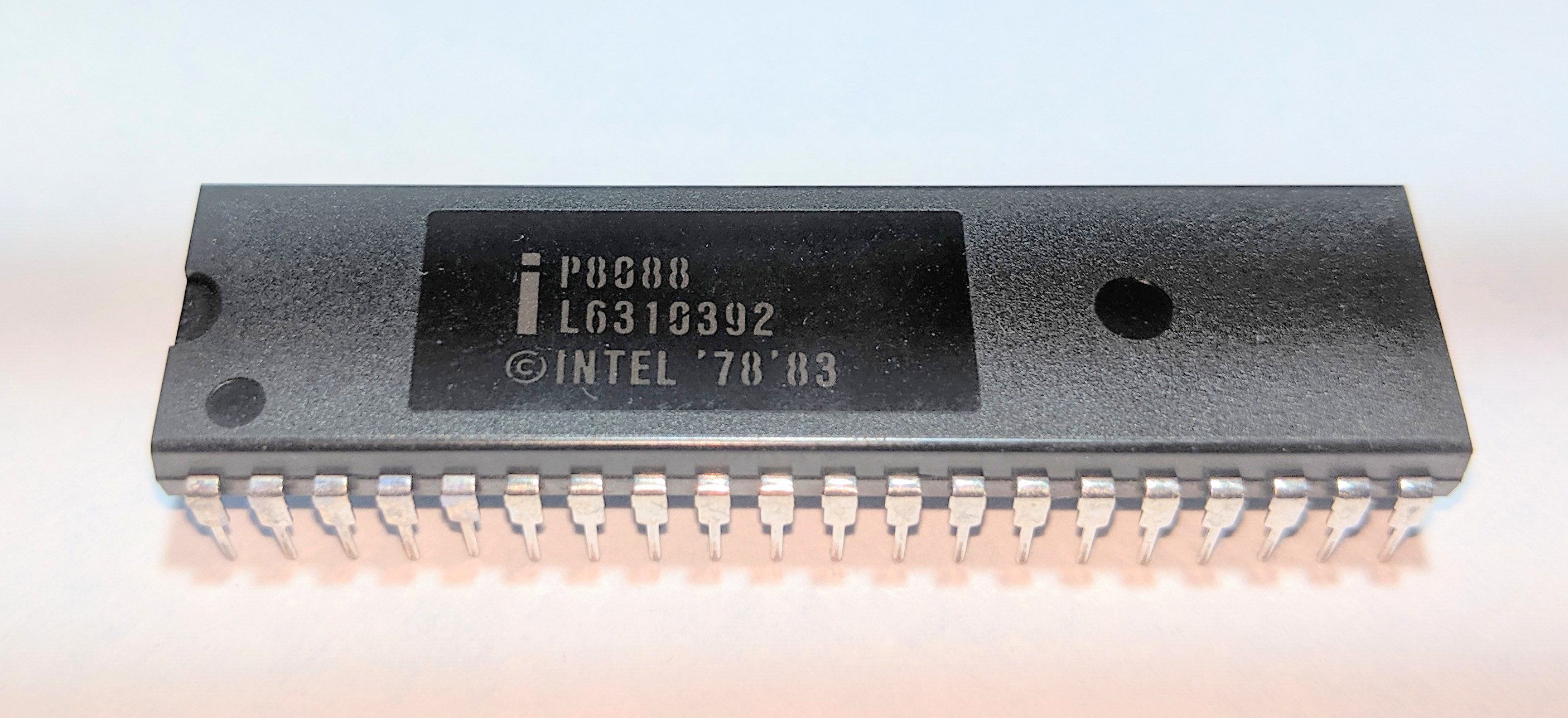
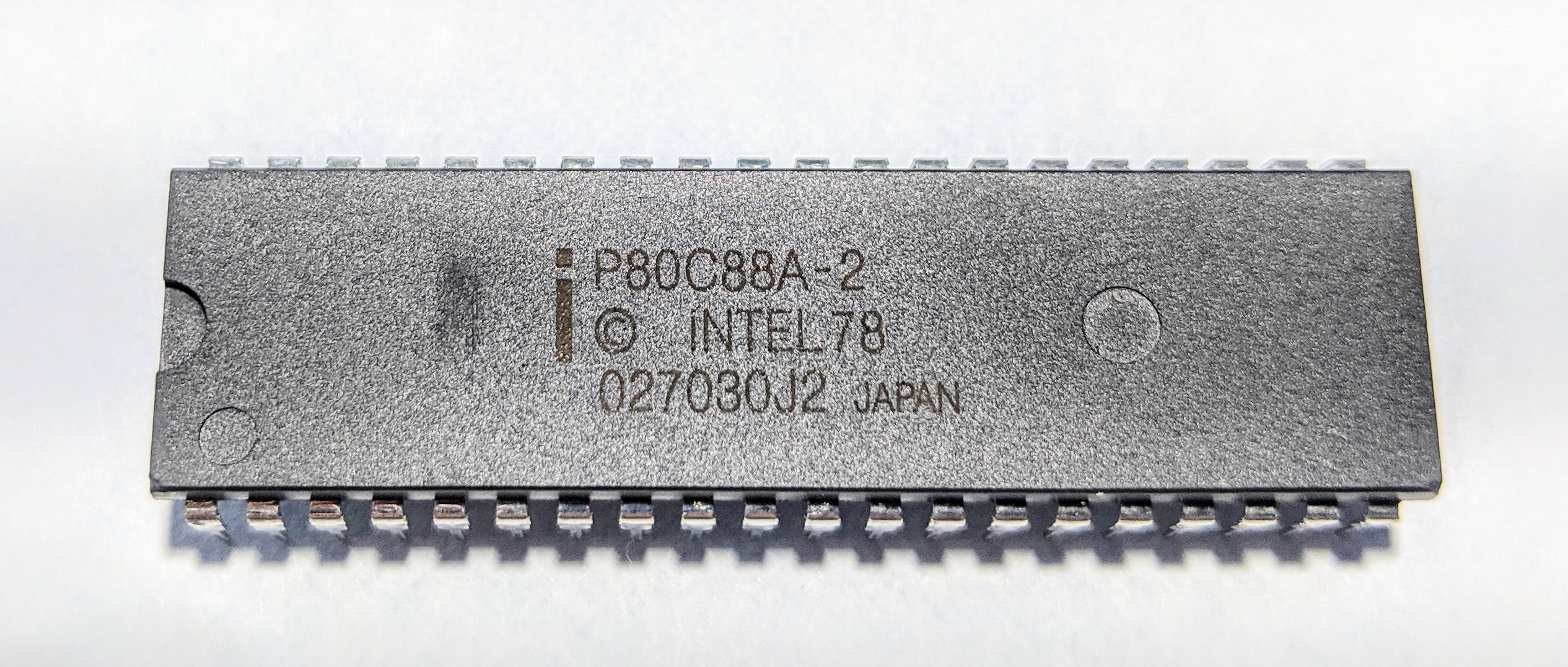

## وصلات خارجية
- الداتا شيت للمعالج 8088